# 小川町立小川小学校
小川町立小川小学校（おがわちょうりつ おがわしょうがっこう）は、埼玉県比企郡小川町大字小川にある公立小学校。

## 沿革
- 1872年（明治5年）9月 - 霜里学校を開校
- 1873年（明治6年）8月 - 大河原学校を開校
- 1874年（明治7年） - 下里分校開校[1]
- 1874年（明治7年）8月 - 民家に移転
- 1882年（明治15年）10月 - 校舎新築移転
- 1889年（明治22年）6月 - 尋常小学小川小学校と改称
- 1908年（明治41年）7月 - 小川第一尋常小学校と改称
- 1910年（明治43年）7月 - 大塚55番地に移転
- 1960年（昭和35年）7月 - 大塚氏からプール寄贈される。
- 1971年（昭和46年）12月 - 全日本リード合奏大会器楽部金賞
- 1978年（昭和53年）9月 - 現在地に移転
- 1995年（平成7年）8月 - コンピュータ機器設置
- 1997年（平成9年）10月 - 校庭散水設備設置
- 2000年（平成12年）10月 - プール改修工事
- 2003年（平成15年）4月 - 下里分校休校
- 2003年（平成15年）4月 - 通級指導教室を開設
- 2007年（平成19年）8月 - コンピュータ機器更新
- 2010年（平成22年）2月 - 防災倉庫設置
- 2010年（平成22年）3月 - 図書館エアコン設置
- 2011年（平成23年）3月 - 下里分校廃校[1]
- 2011年（平成23年）12月 - 児童棟耐震補強工事
- 2022年（令和4年）4月1日-東小川小学校と統合した。

## 教育目標
- 優しい子
- 考える子
- 元気な子

## 学区
- 小川町大字小川、大塚（以下を除く：431-434番地・986番地5-986番地12・1002番地4-1002番地11）
- 小川町大字角山（以下を除く：183-223番地・232-1034番地・1143-1149番地・1157-1514番地・1519-1520番地）
- 小川町大字下里、青山（以下を除く：286-345番地・761-775番地・813-814番地・817-822番地・833-2040番地）、小川町大字高谷2,580番地
- 中爪（1681番地・1683番地・1684番地・1686-1688番地・1692番地・1709番地・1717番地・1864番地）[2]

## アクセス
- 東武東上線・小川町駅より徒歩約15分

## 旧下里分校について

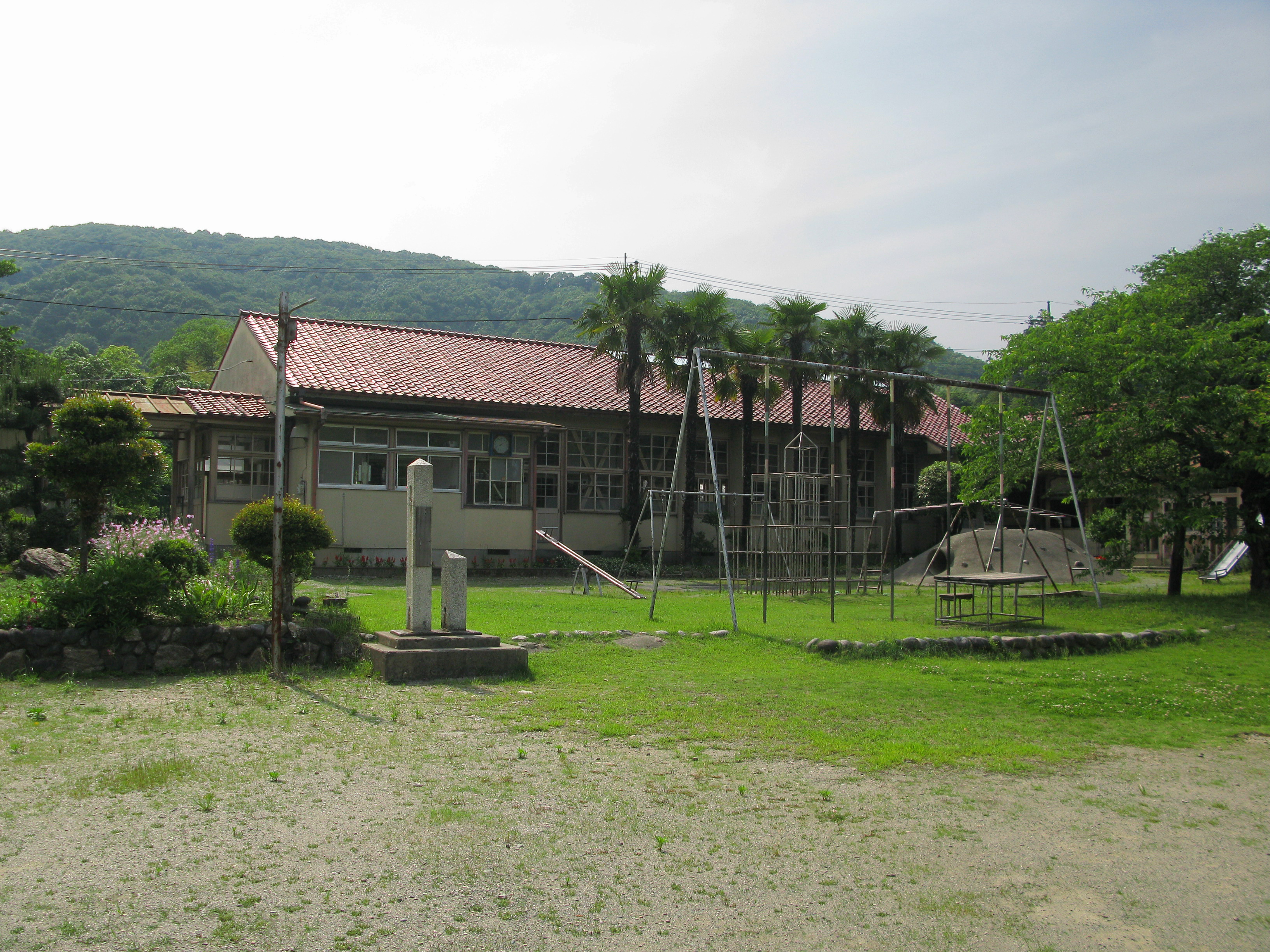
旧下里分校校舎

大字下里に設けられた下里分校は2011年3月をもって廃校となった。1964年建築の木造校舎などの施設は廃校後に再活用が検討され、公募の結果、NPO法人「霜里学校」が管理運営をおこなう形で維持されることとなった。2018年には旧用務員棟に無料休憩所と「分校カフェMOZART」が開設された。